# Хърс
Хърс (още Хърсой, Хръс, Хорс) е предполагаем бог на слънцето, почитан от източните славяни през 10 век. Споменава се в „Начална руска летопис“, „Слово за похода на Игор“, „Слово и откровение святых апостолов“, „Ходене на Богородица по мъките“ и „О идолах Владимировых“. В „Слово о покаянии“ се казва: 
| „ | ...иные по оукраніамь молятся емоу проклятым бълваном Переноу, Хърсоу, Мокъши, виламь... | “ |

Провъзгласен е за едно от шестте висши божества в пантеона на киевския княз Владимир, където е посочен веднага след Перун и преди Даждбог (в „Начална руска летопис“). Така косвено може да се съди за важността на това божество.
Етимологията на името на бог Хърс сочи по всяка вероятност ирански произход и се свързва още в началото на 20 век от някои изследователи с иранското словосъчетание xvar-xšaēta „сияйно слънце“, засвидетелствано в авест. xvarə-xšaētəm, пехл. xvaršēt, перс. خورشيد [xoršid] „слънце“ (Милер, Корш, Горяев). Други изследователи (Абаев) смятат, че произходът на думата е свързан с осет. xorz/xwærz „добър“. Борис Рибаков свързва произхода на името Хорс с древноскитския (сколотския) период, докато Валентин Седов ограничива иранското (скито-сарматското) влияние на антите от периода на Черняховската култура (II—IV век).
В Северозападните Родопи езическият обичай Пеперуда е на Летен Никулден, 9 май, когато е надирът на Плеядите. Доколкото той е бил предназначен за бог Перун, то за бога на светлината – Хърс Жидовин, остава денят на техния зенит на 8 ноември, Архангеловден. Няма научно задоволително обяснение за епитета „жидовин“, но в контекста на фрагмент от фолклорната версия на мита за Сътворението, според който хората от първото поколение на човешкия род били несъразмерно високи, наречени „житове“, „жидовци“ (СбНУ 2, с. 164; СбНУ 3, с. 202), може да се приеме значението „висок“ („изправен“) в противовес на „старец“ („прегърбен“).
Съществуват фолклорни легенди, според които последователи на бог Хърс са местните жители на Русенско и Беленско – хърцоите („хора на Хърс“, „хърсови хора“).
Първородният син на княз Борис I е носел езическото име Владимир-Расате, за което има предположения, че произлиза от думата „хръс“ („Владимир-Хръсате“).
През Втората българска държава селището до съвременния Разград се е наричало Хръсград. Първата хипотеза за това название е, че носи отражение от славянското божество Хърс.
В България, Егейска Македония, Кравара и Северна Добруджа има още няколко населени места, които са наречени Хърсово. Наред с това в землището на с. Кипилово, община Котел, област Сливен, се намират останките на древна крепост, известна с името Хърсовград. Освен в апокрифа „Ходене на Богородица по мъките“ името на божеството се споменава и в другите три основни паметника, които имат българска подложка – „Беседа на тримата светители“, „Слово на Христолюбеца“ и „Слово на тълкователя“ (в преписите от Новгород на последните два името се изписва също във формата Хърс). В „Беседа на тримата светители“, той е наречен „Хорсъ жидовинъ“, който заедно с „елинския старец Перун“ е един от двамата „ангела на мълнията“.